# Mistrovství světa ve veslování 2015

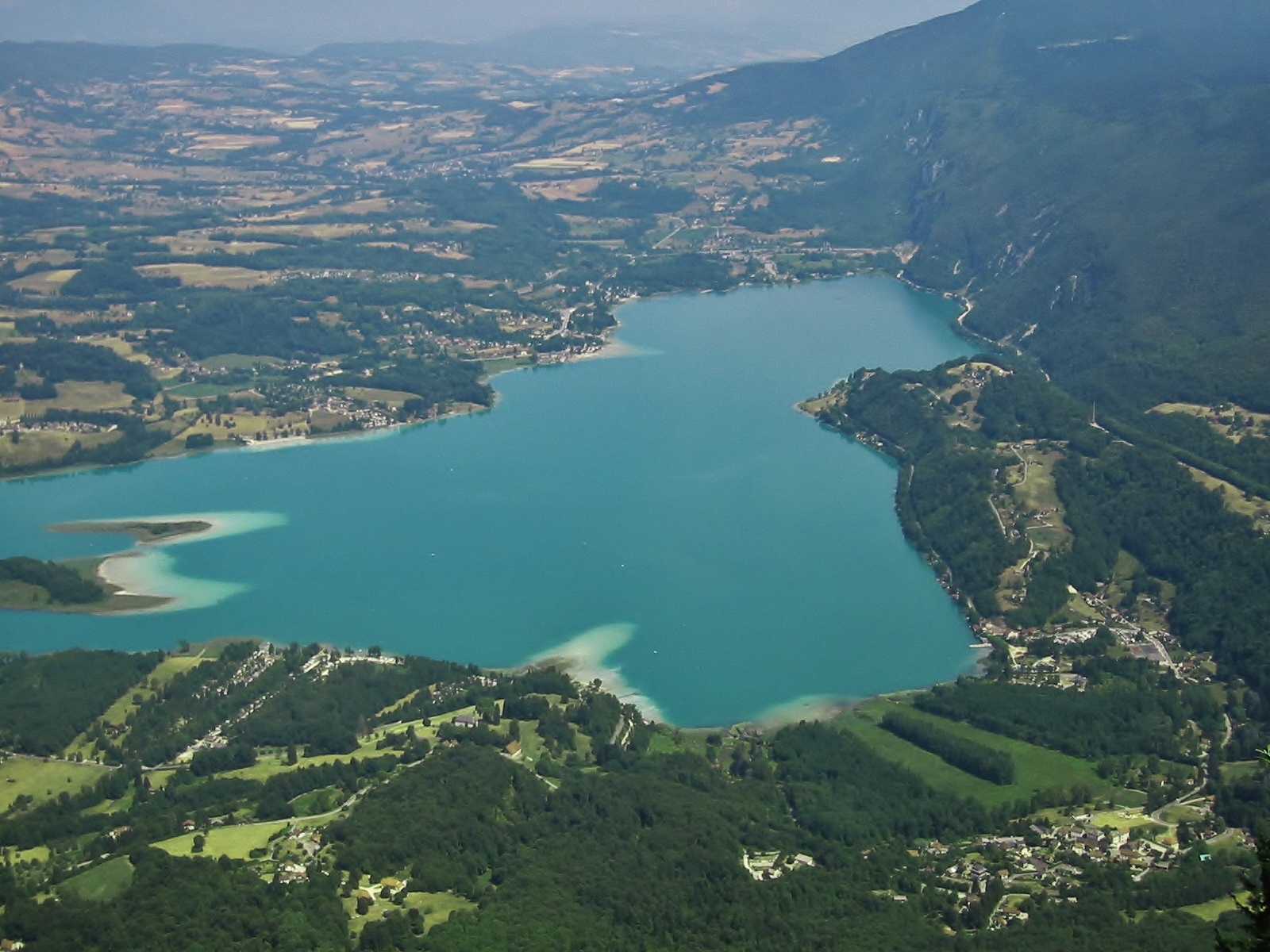
Jezero Lac d'Aiguebelette, dějiště šampionátu

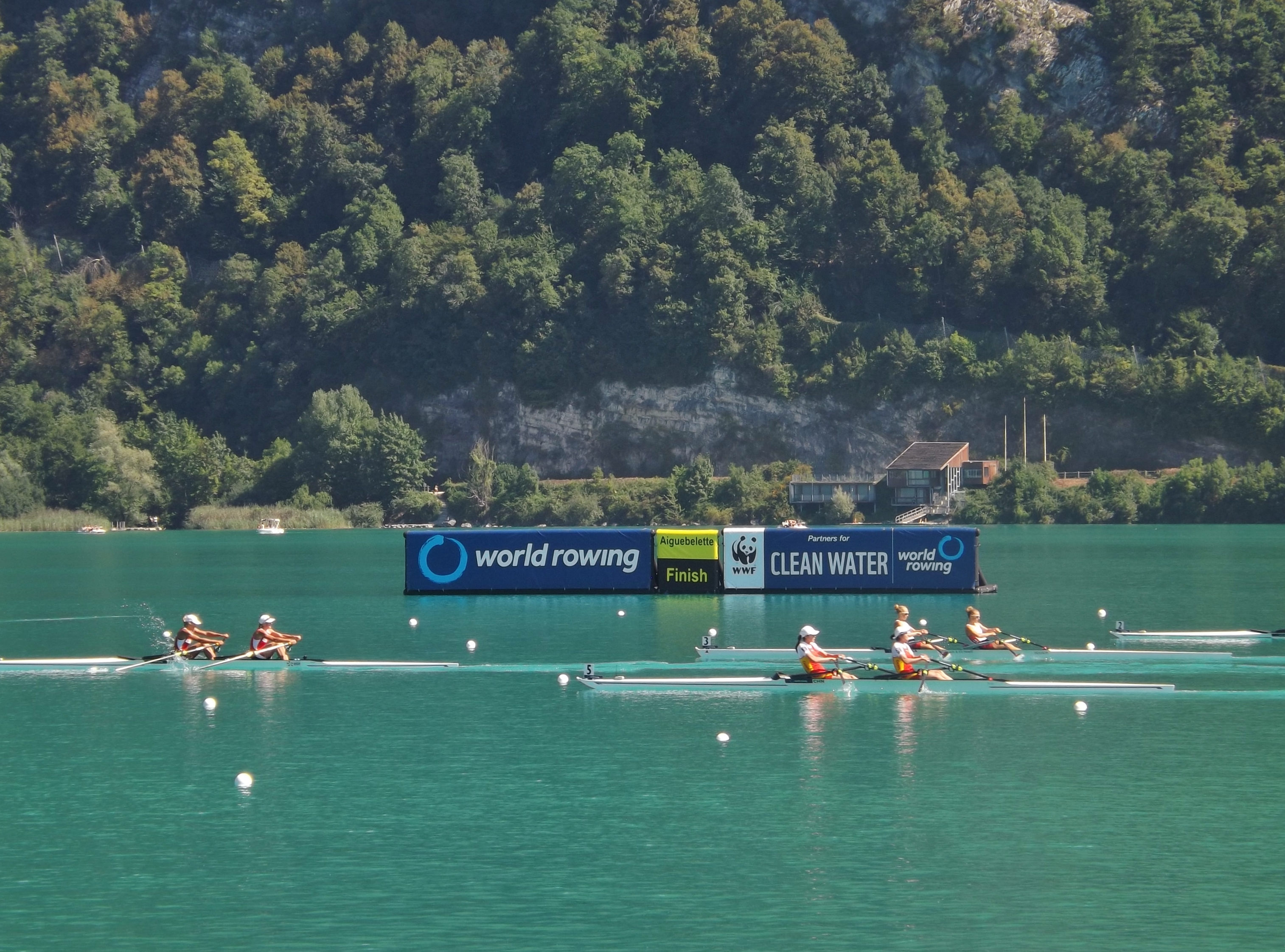
Rozjížďka – ženský dvojskif lehkých vah (vlevo vítězky rozjížďky Polky, vpravo v popředí Číňanky, za nimi Američanky)

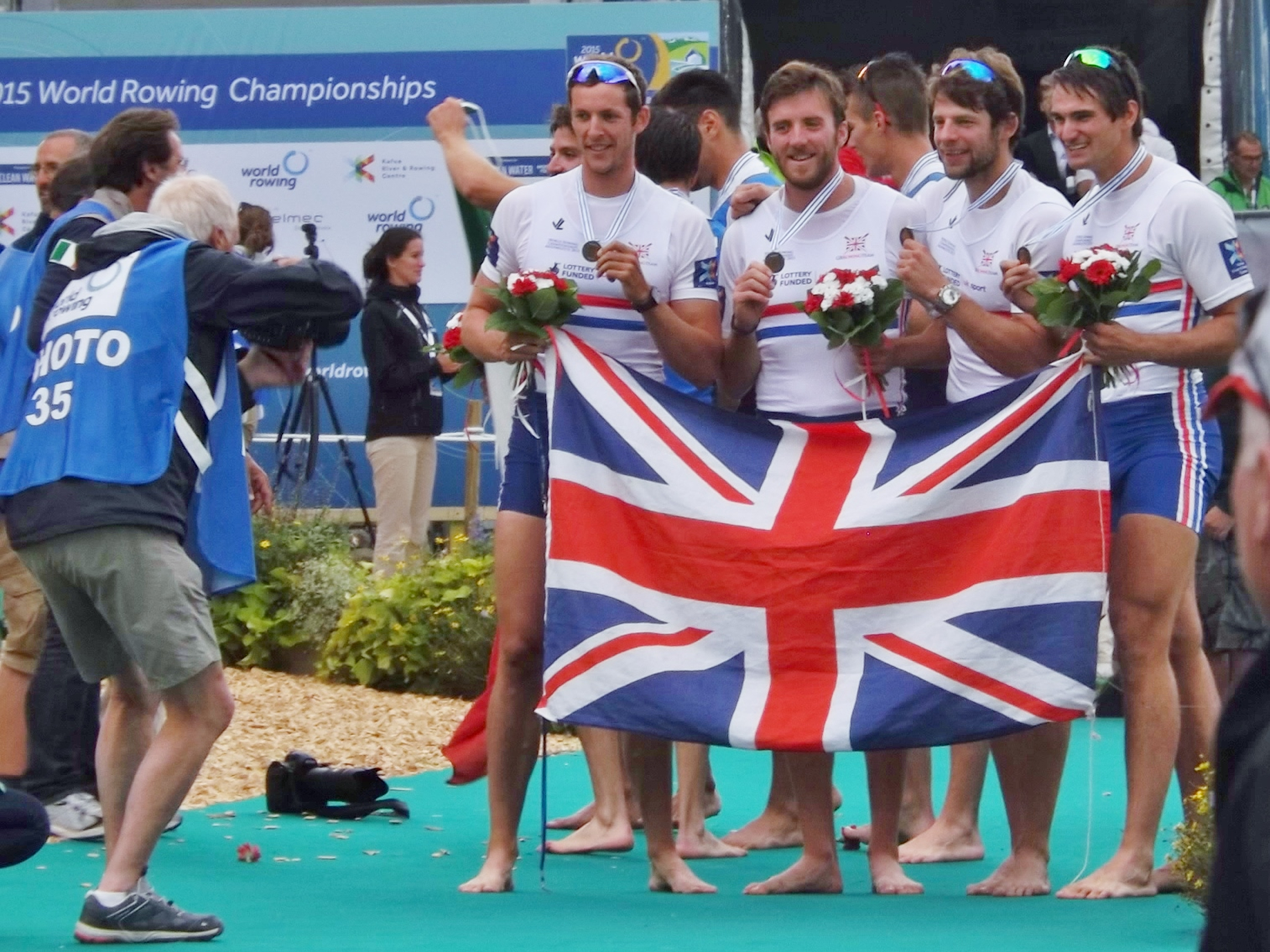
Britská čtyřka bez kormidelníka, která si vyjela bronz

Mistrovství světa ve veslování 2015 byl v pořadí 44. šampionát konaný od 30. srpna do 6. září 2015 na jezeře Lac d'Aiguebelette v Savojsku ve Francii.
Každoroční veslařská regata trvající jeden týden je organizována Mezinárodní veslařskou federací (International Rowing Federation; FISA) na konci léta severní polokoule. V neolympijských letech se jedná o vyvrcholení mezinárodního veslařského kalendáře a v roce, jenž předchází  olympijským hrám, představuje jejich hlavní kvalifikační událost. V olympijských letech pak program mistrovství zahrnuje pouze neolympijské disciplíny.

## Medailové pořadí
| Pořadí | Země               | Zlato | Stříbro | Bronz | Celkem |
| ------ | ------------------ | ----- | ------- | ----- | ------ |
| 1      | Nový Zéland        | 5     | 3       | 1     | 9      |
| 2      | Spojené království | 4     | 6       | 1     | 11     |
| 3      | Německo            | 3     | 4       | 2     | 9      |
| 4      | USA                | 3     | 0       | 3     | 6      |
| 5      | Francie            | 2     | 2       | 1     | 5      |
| 6      | Austrálie          | 1     | 2       | 0     | 3      |
| 7      | Česko              | 1     | 1       | 0     | 2      |
| 8      | Chorvatsko         | 1     | 0       | 0     | 1      |
| 8      | Itálie             | 1     | 0       | 0     | 1      |
| 8      | Švýcarsko          | 1     | 0       | 0     | 1      |
| 11     | Dánsko             | 0     | 1       | 1     | 2      |
| 11     | Litva              | 0     | 1       | 1     | 2      |
| 13     | Slovinsko          | 0     | 1       | 0     | 1      |
| 13     | Řecko              | 0     | 1       | 0     | 1      |
| 15     | Nizozemsko         | 0     | 0       | 3     | 3      |
| 15     | Srbsko             | 0     | 0       | 3     | 3      |
| 17     | Čína               | 0     | 0       | 2     | 2      |
| 18     | Kanada             | 0     | 0       | 1     | 1      |
| 18     | Estonsko           | 0     | 0       | 1     | 1      |
| 18     | Norsko             | 0     | 0       | 1     | 1      |
| 18     | Jižní Afrika       | 0     | 0       | 1     | 1      |
| Celkem | Celkem             | 22    | 22      | 22    | 66     |

## Přehled medailí

### Mužské disciplíny
| Disciplína                      | Zlato | Čas     | Stříbro | Čas     | Bronz | Čas     |
| Skif M1x                        | Česko Ondřej Synek | 6:54,76 | Nový Zéland Mahé Drysdale | 6:55,10 | Litva Mindaugas Griškonis | 6:57,64 |
| Dvojskif M2x                    | Chorvatsko Martin Sinković Valent Sinković | 6:03,33 | Litva Rolandas Mascinskas Saulius Ritter | 6:05,31 | Nový Zéland Robert Manson Christopher Harris | 6:06,73 |
| Párová čtyřka M4x               | Německo Philipp Wende Karl Schulze Lauritz Schoof Hans Gruhne                                                                                       | 5:53,22 | Austrálie David Crawshay Karsten Forsterling Cameron Girdlestone David Watts                                                                                 | 5:54,75 | Estonsko Andrei Jamsa Allar Raja Tonu Endrekson Kaspar Taimsoo                                                                                          | 5:56,34 |
| Dvojka bez kormidelníka M2-     | Nový Zéland Eric Murray Hamish Bond | 6:15,83 | Spojené království James Foad Matthew Langridge | 6:22,35 | Srbsko Miloš Vasić Nenad Beđik | 6:25,36 |
| Dvojka s kormidelníkem M2+      | Spojené království Nathaniel Reilly-O'Donnell Matthew Tarrant Henry Fieldman (k)                                                                    | 6:51,31 | Německo Jakob Schneider Clemens Ernsting Jonas Wiesen (k) | 6:57,36 | Srbsko Viktor Pivač Martin Mačković Luka Mladenović (k)                                                                                                 | 6:59,53 |
| Čtyřka bez kormidelníka M4-     | Itálie Marco Di Constanzo Matteo Castaldo Matteo Lodo Guiseppe Vicino                                                                               | 5:46,78 | Austrálie Will Lockwood Spencer Turrin Joshua Dunkley-Smith Alexander Hill                                                                                   | 5:48,74 | Spojené království Scott Durant Alan Sinclair Tom Ransley Stewart Innes                                                                                 | 5.49,00 |
| Osma M8+                        | Spojené království Matthew Gotrel Constantine Louloudis Pete Reed Paul Bennett Mohamed Sbihi Alex Gregory George Nash William Satch Phelan Hill (k) | 5:36,18 | Německo Maximilian Munski Malte Jakschik Maximilian Reinelt Eric Johannesen Anton Braun Felix Drahotta Richard Schmidt Hannes Ocik Martin Sauer (k)          | 5:36,36 | Nizozemsko Dirk Uittenbogaard Boaz Meylink Kaj Hendriks Boudewijn Roell Olivier Siegelaar Tone Wieten Mechiel Versluis Robert Luecken Peter Wiersum (k) | 5:38,09 |
| Skif LV LM1x                    | Nový Zéland Adam Ling | 6:53,80 | Slovinsko Rajko Hrvat | 6:54,59 | Srbsko Miloš Stanojević | 6:55,88 |
| Dvojskif LV LM2x                | Francie Stany Delayre Jérémie Azou | 6:13,38 | Spojené království Will Fletcher Richard Chambers | 6:15,15 | Norsko Kristoffer Brun Are Strandli | 6:15,52 |
| Párová čtyřka LV LM4x           | Francie Maxime Demontfaucon Damien Piqueras Pierre Houin Morgan Maunoir                                                                             | 5:48,50 | Německo Roman Acht Daniel Lawitzke Philipp Grebner Jonathan Rommelmann                                                                                       | 5:48,81 | Dánsko Emil Espensen Andrej Bendtsen Mathias Larsen Oscar Petersen                                                                                      | 5:50,41 |
| Dvojka bez kormidelníka LV LM2- | Spojené království Joel Cassells Sam Scrimgeour | 6:29,40 | Francie Augustin Mouterde Théophile Onfroy | 6:32,02 | Německo Jonas Kilthau Matthias Arnold | 6:34,53 |
| Čtyřka bez kormidelníka LV LM4- | Švýcarsko Lucas Tramèr Simon Schürch Simon Niepmann Mario Gyr                                                                                       | 5:55,31 | Dánsko Kasper Winther Jens Vilhelmsen Jacob Barsøe Jacob Larsen                                                                                              | 5:57,58 | Francie Franck Solforosi Thomas Baroukh Thibault Colard Guillaume Raineau                                                                               | 5:58,22 |
| Osma LV LM8+                    | Německo Tobias Schad Simon Barr Torben Neumann Florian Roller Tobias Franzmann Stefan Wallat Claas Mertens Can Temel Felix Heinemann (k)            | 5:38,92 | Francie Gaël Chocheyras Alexis Guerinot Clement Duret Thibault Lecomte Clement Fonta Vincent Cavard Clement Roulet-Dubonnet Fabrice Moreau Thibaut Hacot (k) | 5:40,14 | USA Tobin McGee John Devlin Christopher Lambert Peter Schmidt Phillip Henson Alex Twist David Smith Matthew Lenhart John Carlson (k)                    | 5:40,41 |

### Ženské disciplíny
| Disciplína                  | Zlato | Čas     | Stříbro | Čas     | Bronz | Čas     |
| Skif W1x                    | Austrálie Kim Crowová | 7:38,92 | Česko Miroslava Knapková | 7:41,88 | Čína Tuan Ťing-li | 7:43,21 |
| Dvojskif W2x                | Nový Zéland Eve MacFarlaneová Zoe Stevensonová | 6:45,09 | Řecko Aikaterini Nikolaidouová Sofia Asoumanakiová | 6:46,51 | Německo Julia Lierová Mareike Adamsová | 6:47,19 |
| Párová čtyřka W4x           | USA Amanda Elmore Tracy Eisserová Megan Kalmoe Olivia Coffey | 6:27,07 | Německo Annekatrin Thieleová Carina Baerová Marie-Catherine Arnoldová Lisa Schmidlaová                                                                            | 6:28,41 | Nizozemsko Nicole Beukersová Chantal Achterbergová Inge Janssenová Carline Bouwová | 6:29,69 |
| Dvojka bez kormidelnice W2- | Spojené království Helen Gloverová Heather Stanningová | 6:52,99 | Nový Zéland Grace Prendergastová Kerri Gowlerová | 6:56,75 | USA Felice Muellerová Elle Loganová | 7:00,55 |
| Čtyřka bez kormidelnice W4- | USA Kristina O'Brienová Grace Latzová Adrienne Martelli Grace Luczaková                                                                                            | 6:25,22 | Spojené království Rebecca Chinová Karen Bennettová Lucinda Gooderhamová Holly Nortonová                                                                          | 6:31,52 | Čína Jin Ta-meng Čcheng Wen-ťing I Li-čchin Jü Ťing | 6:35,56 |
| Osma W8+                    | USA Victoria Opitzová Meghan Musnicki Amanda Polková Lauren Schmetterlingová Emily Reganová Kerry Simmondsová Tessa Gobbová Heidi Robbinsová Katelin Snyderová (k) | 6:05,65 | Nový Zéland Kayla Prattová Emma Dyke Ruby Tewová Kelsey Bevanová Grace Prendergastová Kerri Gowlerová Genevieve Behrentová Rebecca Scownová Frances Turnerová (k) | 6:08,52 | Kanada Lisa Romanová Cristy Nurse Jennifer Martinsová Ashley Brzozowiczová Christine Roperová Susanne Graingerová Natalie Mastracci Lauren Wilkinsonová Lesley Thompsonová-Willieová (k) | 6:09,05 |
| Skif LV LW1x                | Nový Zéland Zoe McBrideová | 7:32,45 | Spojené království Imogen Walshová | 7:33,99 | USA Kathleen Bertková | 7:34,58 |
| Dvojskif LV LW2x            | Nový Zéland Sophie Mackenzieová Julia Edwardová | 6:53,01 | Spojené království Katherine Copelandová Charlotte Taylorová | 6:54,22 | Jižní Afrika Ursula Groblerová Kirsten McCannová | 6:55,79 |
| Párová čtyřka LV LW4x       | Německo Katrin Thomová Leonie Pieperová Lena Müllerová Anja Noskeová                                                                                               | 6:25,10 | Spojené království Brianna Stubbsová Ruth Walczaková Emily Craigová Eleanor Piggottová                                                                            | 6:27,07 | Nizozemsko Anne Marie Schonková Mirte Kraaijkampová Elisabeth Woernerová Marie-Anne Frenkenová                                                                                           | 6:28,27 |

## Česká stopa
Česká republika vyslala do Francie devět lodí s posádkou 20 závodníků (15 mužů a 5 žen).  Kandidáty na medaile byli především trojnásobný mistr světa a dvojnásobný stříbrný olympijský medailista Ondřej Synek a olympijská vítězka z Londýna 2012 a mistryně světa z Bledu 2011 Miroslava Knapková.
Češi nakonec vybojovali dvě medaile a tři lodě si vybojovaly účast na LOH 2016 v Riu. Ondřej Synek zdolal ve finiši olympijského šampióna Mahého Drysdala a vybojoval své čtvrté zlato z MS. Miroslava Knapková si dojela pro stříbro, když nestačila pouze na Australanku Kim Crowovou. Oba medailisté si zároveň zajistili účast na LOH 2016. Třetí lodí, která si zajistila účast na olympiádě v Riu, byla čtyřka bez kormidelníka lehkých vah ve složení Jan Vetešník, Ondřej Vetešník, Jiří Kopáč a Miroslav Vraštil. Té k tomu stačilo 4. místo v B-finále (celkově 10. místo). Účast na olympiádě těsně unikla ženskému dvojskifu Lenka Antošová, Kristýna Fleissnerová, který skončil v B-finále poslední (a celkově 12.) – k olympijskému místu potřeboval skončit o příčku výše.
| Disciplína                                 | Posádka                                                  | Pořadí           |
| ------------------------------------------ | -------------------------------------------------------- | ---------------- |
| Skif (M1x)                                 | Ondřej Synek                                             | Zlatá medaile    |
| Dvojskif (M2x)                             | David Jirka Michal Plocek                                | 18.              |
| Dvojka bez kormidelníka (M2-)              | Lukáš Helešic Jan Lapáček                                | 25.              |
| Čtyřka bez kormidelníka (M4-)              | Matyáš Klang Martin Basl Jan Pilc Adam Štěrbák           | 17.              |
| Dvojka bez kormidelníka lehkých vah (LM2-) | Michael Humpolec Jan Hájek                               | 9.               |
| Čtyřka bez kormidelníka lehkých vah (LM4-) | Jan Vetešník Ondřej Vetešník Jiří Kopáč Miroslav Vraštil | 10.              |
| Skif (W1x)                                 | Miroslava Knapková                                       | Stříbrná medaile |
| Dvojskif (W2x)                             | Lenka Antošová Kristýna Fleissnerová                     | 12.              |
| Dvojka bez kormidelnice (W2-)              | Martina Stillerová Kateřina Kopecká                      | 16.              |